# Irwindale
Irwindale ist eine Kleinstadt im Los Angeles County im US-Bundesstaat Kalifornien. Irwindale hat eine Fläche von 24,46 km². Das U.S. Census Bureau hat bei der Volkszählung 2020 eine Einwohnerzahl von 1.472 ermittelt.
In Irwindale befindet sich mit dem Irwindale Event Center eine Motorsport-Anlage. Außerdem liegt in der Stadt noch die Santa Fe Dam Recreation Area und die Miller Brewing Company. Irwindale unterhält eine Städtepartnerschaft mit Salvatierra in Mexiko.